# Видаль, Рикардо Хамин
Рикардо Хамин Видаль (исп. Ricardo Jamin Vidal; 6 февраля 1931, Могпок, Филиппины — 18 октября 2017, Себу, Филиппины) — филиппинский кардинал. Титулярный епископ Клатерны и коадъютор, с правом наследования, епархии Малолоса с 10 сентября 1971 по 22 августа 1973. Архиепископ Липы с 22 августа 1973 по 13 апреля 1981. Коадъютор с правом наследования архиепархии Себу с 13 апреля 1981 по 24 августа 1982. Архиепископ Себу с 24 августа 1982 по 15 октября 2010. Председатель Конференции католических епископов Филиппин с 1985 по 1987. Кардинал-священник с титулом церкви Санти-Пьетро-э-Паоло-а-Виа-Остиенсе с 25 мая 1985.